# Marianne Aminoff
Marianne (Elisabet) Aminoff est une actrice suédoise, née le 21 septembre 1916 à Uddevalla (comté de Västra Götaland), morte le 14 avril 1984 à Stockholm (comté de Stockholm).

## Biographie
De 1935 à 1937, Marianne Aminoff étudie l'art dramatique à la Dramatens elevskola, l'école du théâtre dramatique royal de Stockholm (Kungliga Dramatiska Teatern en suédois, abrégé Dramaten).
Sur les planches, elle joue notamment au Dramaten, depuis Victor ou les Enfants au pouvoir de Roger Vitrac (1963, avec Ernst-Hugo Järegård) jusqu'à Les Corbeaux d'Henry Becque (1978, avec Allan Edwall et Gunn Wållgren). Entretemps, citons Le Balcon de Jean Genet (1964, avec Bibi Andersson, Eva Dahlbeck, Erland Josephson et Mona Malm) et Marat-Sade de Peter Weiss (1965, avec Erland Josephson).
Au cinéma, elle contribue à trente-huit films suédois (ou en coproduction), le premier sorti en 1937. Le dernier est Fanny et Alexandre d'Ingmar Bergman (avec Ewa Fröling et Jan Malmsjö), sorti en 1982.
Elle tourne précédemment deux autres films réalisés par Ingmar Bergman (qui l'avait déjà dirigée en 1964 au Dramaten), Face à face (1976, avec Liv Ullmann et Erland Josephson) et Sonate d'automne (1978, avec Ingrid Bergman et Liv Ullmann). Mentionnons également Paradis d'été de Gunnel Lindblom (1977, avec Birgitta Valberg (en) et Sif Ruud).
Enfin, pour la télévision, Marianne Aminoff participe entre 1957 et 1983 à trois mini-séries et à trois téléfilms, dont une adaptation téléfilmée (1957) de la pièce Monsieur Lamberthier de Louis Verneuil et, pour sa dernière prestation à l'écran, une adaptation en mini-série (1983, année précédant sa mort) de la pièce Maître Olof d'August Strindberg. 

## Filmographie partielle

### Cinéma
- 1940 : En, men ett lejon! de Gustaf Molander : Linda Lejon
- 1940 : Quand la chair est faible de Per Lindberg : la standardiste à Daily News
- 1940 : Med dej i mina armar (en) de Hasse Ekman : Britt
- 1947 : Ballongen (en) de Göran Gentele et Nils Poppe : Vanda Novak
- 1948 : Var sin väg de Hasse Ekman : Sonja Collin
- 1957 : Värmlänningarna de Göran Gentele : la charmante épouse
- 1974 : Vita nejlikan eller Den barmhärtige sybariten de Jarl Kulle : l'assistante du bijoutier
- 1976 : Face à face (Ansikte mot ansikte) d'Ingmar Bergman : la mère de Jenny
- 1977 : Paradis d'été (Paradistorg) de Gunnel Lindblom : Christina
- 1978 : Sonate d'automne (Hötsonaten) d'Ingmar Bergman : la secrétaire particulière de Charlotte
- 1980 : Der Mann, der sich in Luft auflöste de Péter Bacsó (film germano-hongro-suédois) : Mme Lindberg
- 1982 : Fanny et Alexandre (Fanny och Alexander) d'Ingmar Bergman : Blenda Vergerus

### Télévision
- 1957 : Monsieur Lamberthier (Tredje personen), téléfilm d'Hans Abramson et Mimi Pollak : Germaine
- 1983 : Maître Olof (Mäster Olof), mini-série

## Théâtre au Dramaten (sélection)
- 1963 : Victor ou les Enfants au pouvoir (Victor eller När barnen tar makten) de Roger Vitrac, mise en scène de Mimi Pollak : Émilie Paumelle
- 1964 : Le Balcon (Balkongen) de Jean Genet : Irma
- 1964 : Tre knivar från Wei d'Harry Martinson, mise en scène d'Ingmar Bergman : Chi Yun
- 1964 : Naïves hirondelles (Svalorna) de Roland Dubillard, mise en scène de Mimi Pollak : Mme Séverin
- 1965 : Marat-Sade (Mordet på Marat) de Peter Weiss : Charlotte Corday
- 1965 : A Scent of Flowers (En doft av blommor) de James Saunders, mise en scène d'Ulf Palme : Agnès
- 1966 : Anatol d'Arthur Schnitzler, mise en scène de Mimi Pollak : Gabrielle
- 1966 : Charles XII (Carl XII) d'August Strindberg, costumes et décors de Marik Vos-Lundh : Catherine Leszczynska
- 1978 : Les Corbeaux (Korparna) d'Henry Becque, mise en scène d'Alf Sjöberg, décors de Marik Vos-Lundh : Mme de Saint-Denis